# انتگرال پارسوال
انتگرال پارسوال (به انگلیسی: Parseval's Integral) به انتگرال پواسون با n=۰ گفته می‌شود:
{\displaystyle J_{0}(z)={\frac {1}{\pi }}\int _{0}^{\pi }cos(zcos\theta )d\theta ,}
که در آن ‎{\displaystyle J_{0}(z)}‎ تابع بسل نوع اول و {\displaystyle \Gamma (x)}‎ تابع گاما است.